# Mercedes-Benz W108/W109
Os Mercedes-Benz W108 e W109 são carros de luxo produzidos pela Mercedes-Benz de 1965 a 1972. A linha foi uma atualização do Mercedes-Benz W114/W115, para suceder os sedãs W111 e W112. Os carros fizeram sucesso na Alemanha Ocidental e em mercados de exportação, incluindo América do Norte e Sudeste Asiático. Durante os sete anos de produção, um total de 383.361 unidades foram fabricadas.
Como o W108 e o W109 estavam disponíveis apenas como modelos de 4 portas, os cupês e conversíveis W111 e W112, de formato quadrado e duas portas, projetados por Bracq, preencheram esses nichos e são frequentemente confundidos com os W108/109 de duas portas.

## História do modelo
Os antecessores do carro, o Mercedes-Benz W111 (1959-1971) e o W112 (1961-1967), ajudaram a Mercedes-Benz a aumentar as vendas e a alcançar a economia de escala na produção, reduzindo o tempo e o custo de fabricação. Ao longo da década de 1950, a Mercedes-Benz produziu as carrocerias do 300 S e 300 SL e quase todos os 300 Adenauer, exceto os produzidos à mão, juntamente com os Ponton (190, 190 SL e 220) montados em esteiras rolantes. A unificação de toda a linha Mercedes-Benz na Heckflosse (rabo de peixe) reduziu a produção a uma única plataforma automotiva.
No entanto, as tendências da moda no início da década de 1960 mudaram rapidamente. Quando os W111 cupê e conversível de 2 portas projetados por Paul Bracq foram lançados, os rabos de peixe do sedã W111 predecessor perderam seus acabamentos cromados e sua aparência elegante. Com a chegada do W113 "Pagoda", cupê e conversível, em 1963, eles foram ainda mais incorporados ao contorno do porta-malas. Finalmente, desapareceram completamente no W100 600 em 1963.
A evolução do W111 começou sob a liderança de Bracq em 1961 e terminou em 1963. Embora a eliminação dos rabos de peixe tenha sido a mudança mais visível, o W108 tinha uma linha de cintura mais baixa e uma área envidraçada maior – o para-brisa sozinho era 17% maior que o do W111 –, proeminente o suficiente para ser chamado de "estufa". Os carros tinham um rebaixamento de 60 mm e portas 15 mm mais largas. O resultado foi um carro visivelmente mais novo, mais elegante e com um interior aberto e espaçoso.